# Krassócser
Krassócser románul: Țerova, település Romániában, a Bánságban, Krassó-Szörény megyében.

## Fekvése
Resicabányától északkeletre fekvő település.

## Története
Krassócser nevét 1433-ban említette először oklevél Cherova néven.
1808-ban Czerova, 1913-ban pedig Krassócser formában írták.
1851-ben Fényes Elek írta a településről:
... Krassó vármegyében, 605 óhitű lakossal, s anyatemplommal. Földesura a kamara.
1910-ben pedig a Révai Lexikon írta a faluról:
Czerova/Ţerova, kisközség Krassó-Szörény vármegye resiczabányai járásában, 880 oláh és cigány lakossal; utolsó posta...Resiczabánya.
A 20. század elején Krassó-Szörény vármegye Resiczabányai járásához tartozott.
1910-ben 888 lakosából 14 német, 770 román, 94 cigány volt. Ebből 12 római katolikus, 860 görög keleti ortodox volt.

## Források

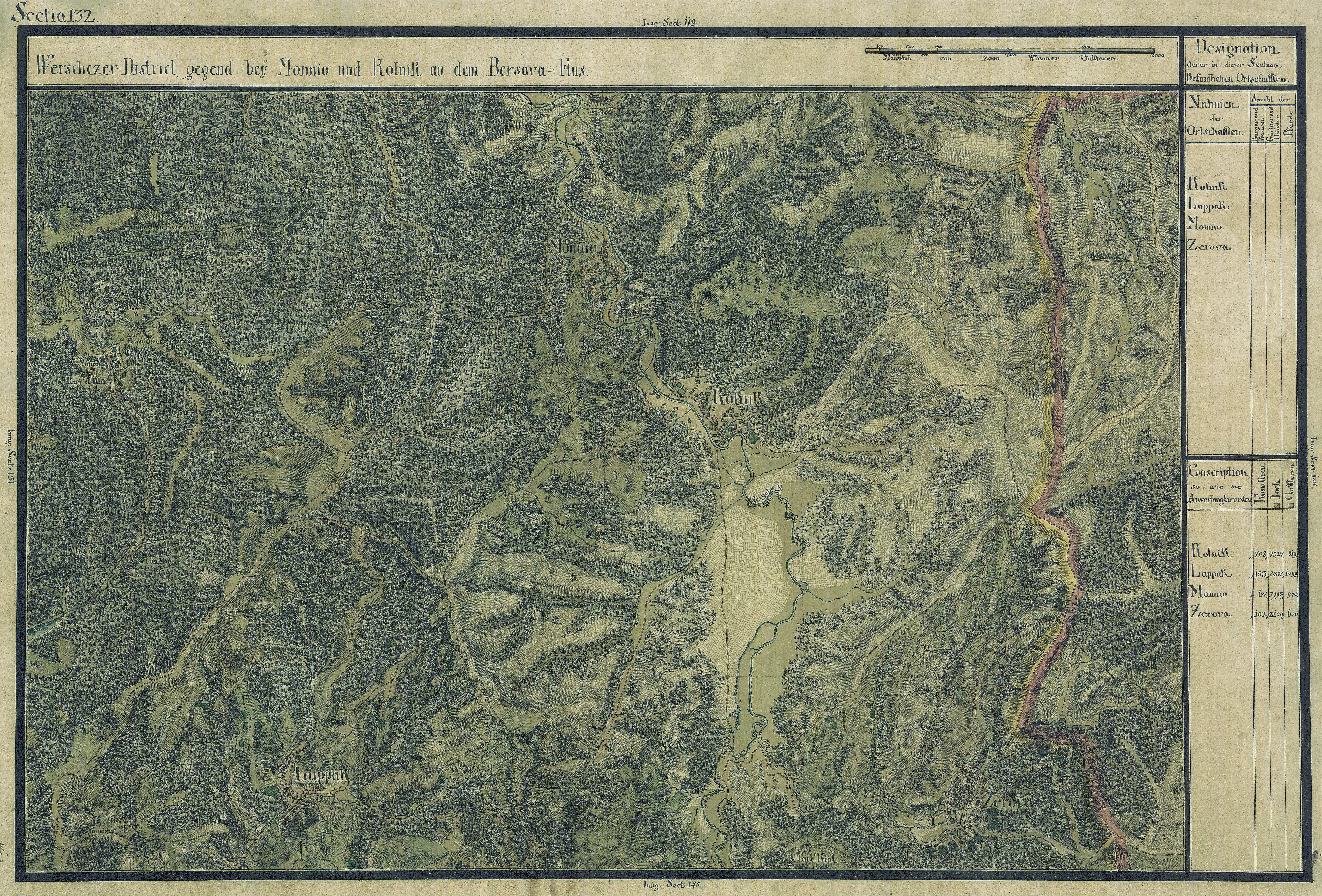
Krassócser egy régi térképen